# South Barrington
South Barrington ist ein Village südlich von Barrington im Cook County, Illinois, in den Vereinigten Staaten. Das U.S. Census Bureau hat bei der Volkszählung 2020 eine Einwohnerzahl von 5.077 ermittelt. South Barrington ist ein gutsituierter Vorort von Chicago. Er beherbergt auch den Campus mit mehreren Gebäuden der bekannten Megachurch Willow Creek Community Church, die jedes Wochenende über 20.000 Gottesdienstbesucher aus der Region anzieht.
South Barrington ist Bestandteil der Metropolregion Chicago.

## Geografie
South Barringtons geographische Koordinaten sind 42° 5′ N, 88° 9′ W.
Nach den Angaben des United States Census Bureaus hat der Ort eine Fläche von 17,8 km², wovon 17,0 km² auf Land und 0,8 km² (= 4,52 %) auf Wasserflächen entfallen.

## Demografie
Zum Zeitpunkt des United States Census 2000 bewohnten 3760 Personen das Village. Die Bevölkerungsdichte betrug 573,6 Personen pro km². Es gab 1172 Wohneinheiten, durchschnittlich 69,0 pro km². Die Bevölkerung Hoquiams bestand zu 82,34 % aus Weißen, 0,88 % Schwarzen oder African American, 0,05 % Native American, 14,39 % Asian, 0,03 % Pacific Islander, 0,53 % gaben an, anderen Rassen anzugehören und 1,78 % nannten zwei oder mehr Rassen. 1,84 % der Bevölkerung erklärten, Hispanos oder Latinos jeglicher Rasse zu sein.
Die Bewohner South Barringtons verteilten sich auf 1147 Haushalte, von denen in 47,7 % Kinder unter 18 Jahren lebten. 86,1 % der Haushalte stellen Verheiratete, 4,1 % hatten einen weiblichen Haushaltsvorstand ohne Ehemann und 7,5 % bildeten keine Familien. 5,8 % der Haushalte bestanden aus Einzelpersonen und in 1,7 % aller Haushalte lebte jemand im Alter von 65 Jahren oder mehr alleine. Die durchschnittliche Haushaltsgröße betrug 3,28 und die durchschnittliche Familiengröße 3,41 Personen.
Die Villagebevölkerung verteilte sich auf 29,8 % Minderjährige, 7,0 % 18–24-Jährige, 20,3 % 25–44-Jährige, 36,0 % 45–64-Jährige und 6,8 % im Alter von 65 Jahren oder mehr. Das Durchschnittsalter betrug 42 Jahre. Auf jeweils 100 Frauen entfielen 97,9 Männer. Bei den über 18-Jährigen entfielen auf 100 Frauen 98,5 Männer.
Das mittlere Haushaltseinkommen in South Barrington betrug 170.755 US-Dollar und das mittlere Familieneinkommen erreichte die Höhe von 174.318 US-Dollar. Das Pro-Kopf-Einkommen in Hoquiam war 76.078 US-Dollar. 2,6 % der Bevölkerung und 1,4 % der Familien hatten ein Einkommen unterhalb der Armutsgrenze, davon waren 4,5 % der Minderjährigen und 0,5 % der Altersgruppe 65 Jahre und mehr betroffen.

## Bekannte Einwohner
Bekannte Einwohner South Berringtons sind/waren:
- Mike Magee, US-amerikanischer Fußballspieler
- Walter Payton (1954–1999), Footballspieler der Chicago Bears
- Bill Hybels (* 1951), evangelischer Theologe, Gründer und leitender Pastor der Megachurch Willow Creek Community und ehemaliger Berater von Bill Clinton